# Altküla (Halinga)
Altküla – wieś w Estonii, w prowincji Parnawa, w gminie Halinga.